# Чумачек, Герман Григорьевич
Герман Григорьевич Чумачек (2 января 1950, Нижний Тагил — 3 августа 2023, Екатеринбург) — советский и российский хоккеист, Заслуженный тренер РСФСР по хоккею с шайбой (1986).

## Биография
Родился 2 января 1950 года.
Окончил Свердловский государственный педагогический институт.
Начал играть в хоккей и в футбол в свердловском спортивном комплексе «Динамо» у тренера Г. Г. Чистякова. В 1968 году стал чемпионом первенства СССР среди юниоров по хоккею.
Выступал за хоккейные клубы «Южный Урал» (Орск), СКА (Свердловск), «Кедр» (Новоуральск).
После окончания спортивной карьеры стал тренером. Более 25 лет отдал преподаванию в специализированной детско-юношеской спортивной школе олимпийского резерва «Спартаковец» им. Л. П. Мишина в городе Екатеринбург.
За время своей работы подготовил ряд известных хоккеистов: Игоря Захарова, Виктора Авдеева, Андрея Коршунова, Захара Гатаулина, Вячеслава Безукладникова, Алексея Пермякова, Владимира Малахова, Алексея Яшина, Николая Хабибулина и др.
В 1986 году удостоен звания «Заслуженный тренер РСФСР». В 2000 году также был награждён почётным знаком «Отличник физической культуры и спорта». Награждён медалью за заслуги перед спортивным обществом «Спартак».
С 2001 года работал в США, штат Калифорния.
Скончался 3 августа 2023 года. Похоронен рядом с женой Маргаритой Афанасьевной (1949—2020) и сыном Константином (1974—1999) на Сибирском кладбище Екатеринбурга.